# Port lotniczy Caransebeș
Port lotniczy Caransebeș (IATA: CSB, ICAO: LRCS) – prywatny port lotniczy położony 1,8 km na północny wschód od Caransebeș, w okręgu Caraș-Severin, w Rumunii.